# Saison 2017 des Padres de San Diego
La saison 2017 des Padres de San Diego est la 49e saison en Ligue majeure de baseball pour cette franchise.
Les Padres gagnent en 2017 trois matchs de plus que la saison précédente et complètent la campagne avec 71 victoires et 91 défaites, en 4e place de la division Ouest de la Ligue nationale. C'est la 7e saison perdante de suite de l'équipe de San Diego.

## Saison régulière
La saison régulière de 162 matchs des Padres débute le 3 avril 2017 par une visite aux Dodgers de Los Angeles et se termine le 1er octobre suivant. Le premier match local au Petco Park de San Diego oppose les Padres aux Giants de San Francisco le 7 avril.

### Classement
| Ligue nationale division Ouest | V   | D  | %    | Diff. | Diff. (séries) |
| ------------------------------ | --- | -- | ---- | ----- | -------------- |
| Dodgers de Los Angeles         | 104 | 58 | ,642 | -     | -              |
| Diamondbacks de l'Arizona      | 93  | 69 | ,574 | 11    | +6             |
| Rockies du Colorado            | 87  | 75 | ,537 | 17    | -              |
| Padres de San Diego            | 71  | 91 | ,438 | 33    | 13             |
| Giants de San Francisco        | 64  | 98 | ,395 | 40    | 23             |